# Zdeněk Hobzík
Zdeněk Hobzík (9. května 1900 Hovorčovice – 8. dubna 1969 Praha) byl český překladatel především z angličtiny a francouzštiny.

## Život a dílo
Pocházel z rolnické rodiny. Roku 1919 maturoval na gymnáziu v pražské Libni, následná studia na Právnické fakultě Univerzity Karlovy nedokončil kvůli otcově smrti. Od roku 1923 proto pracoval jako poštovní úředník, po válce byl zaměstnán na Ministerstvu pošt. Roku 1957 odešel do invalidního důchodu.
Celé jeho literární dílo (až na několik časopiseckých článků a kritik) tvoří překlady. Nejprve přeložil prózy i básně několika významných francouzských spisovatelů (Rabelais, Musset, Barbey d’Aurevilly). Od počátku třicátých let se však zaměřil na překládání dobrodružné literatury pro mládež, přičemž věnoval pozornost zejména Kiplingovi a Vernovi (z jeho díla převedl do češtiny třináct knih). Své překlady často pojímal velmi volně (upravoval zastaralé předlohy) a některé texty přímo převyprávěl. Řadu svých i cizích překladů doprovodil doslovy.

## Překlady

### Překlady z francouzštiny
- 1925 – Louis Claude de Saint-Martin: Ejhle člověk!, pod pseudonymem Zeno Haral.
- 1926 – Jules Barbey d'Aurevilly: Básně, společně se Stašou Jílovskou.
- 1927 – François Rabelais: Hrůzostrašná historie velkého Gargantuy, otce Pantagruelova, kdysi sepsaná panem Alkofribasem, mistrem quintesence.
- 1928 – Jules Barbey d'Aurevilly: Dábelské (novely).
- 1928 – Jules Barbey d'Aurevilly: O dandysmu a Jiřím Brummellovi; Dandy z doby předdandyů.
- 1929 – Jules Barbey d'Aurevilly: Ryšavá milenka.
- 1929 – Jules Barbey d'Aurevilly: Čtyři básně.
- 1929 – Alfred de Musset: Výbor z básní.
- 1936 – Arnould Galopin: Skautova dobrodružství na cestě kolem světa, pod pseudonymem Jiří Verat.
- 1936 – Jules Verne: Dva roky prázdnin.
- 1937 – Jules Verne: Dvacet tisíc mil pod mořem.
- 1937 – Arnould Galopin: Patnáctiletý letec. pod pseudonymem Jiří Verat.
- 1938 – Arnould Galopin: Lovec šelem, pod pseudonymem Jiří Verat.
- 1938 – Jules Verne: Patnáctiletý kapitán.
- 1939 – Jules Verne: Tajuplný ostrov.
- 1940 – Jules Verne: Děti kapitána Granta.
- 1941 – Jules Verne: Nový hrabě Monte Christo.
- 1942 – Jules Verne: Tajemství pralesa.
- 1948 – Jules Verne: Hvězda jihu.
- 1948 – Jules Verne: Zemí šelem.
- 1951 – Jules Verne: Podivuhodná dobrodružství výpravy Barsacovy.
- 1955 – Jules Verne: Vynález zkázy.
- 1959 – Jules Verne: Na vlnách Orinoka.
- 1951 – Jules Verne: Maják na konci světa.
- 1961 – Maurice Carême: Království květin, společně s Annou Kučerovou.
- 1962 – André Laurie: Dědic Robinsonův
- 1969 – André Laurie: Magnetová hora

### Překlady z italštiny
- 1928 – Luigi Motta: Maják na ostrově Racků.
- 1929 – Luigi Motta: Plenitelé Polynésie.

### Překlady z angličtiny
- 1930 – Otto Willi Gail: Raketou do měsíce, román německého autora přeložený z angličtiny.
- 1931 – Thomas Mayne-Reid: Bělouš prérie.
- 1931 – Hugo Wast: Kamenitá poušť, román argentinského autora přeložený z angličtiny.
- 1931 – Rudyard Kipling: Knihy džunglí. upravený překlad Viktora Messiho.
- 1935 – Percy F. Westerman: Bílý Arab.
- 1947 – Rudyard Kipling: Mauglí.
- 1948 – Rudyard Kipling: Knihy džunglí, vlastní překlad.
- 1948 – Rudyard Kipling: Stateční kapitáni.
- 1958 – Rudyard Kipling: Bajky i nebajky.

### Ostatní překlady
- 1932 – Otfrid von Hanstein: Tureček Ali.
- 1933 – Camillo Branchi: Černý aeroplán.
- 1935 – Ferenc Molnár: Hoši z naší ulice
- 1940 – Georg Schwarz: Karavana do Santa Fé